# Eduardo Martínez Somalo
Eduardo  Martínez Somalo GCC (Baños de Río Tobía, 31 de março de 1927 - Roma, 10 de agosto de 2021) foi um cardeal espanhol.

## Vida
Depois de assistir ao seminário em Calahorra e La Calzada - Logroño Somalo estudou na Pontifícia Espanhol Colégio em Roma ea Pontifícia Universidade Gregoriana, onde desenvolveu a licenciatura em teologia e direito canônico ganhou.
Em 19 de março de 1950, ele recebeu a ordenação de Luigi Traglia , bispo auxiliar de Roma. Em seguida, ele serviu brevemente como pároco em sua diocese natal de Calahorra y La Calzada-Logroño antes de se juntar a promoção novamente foi para Roma. Aqui ele foi em 18 de agosto de 1956, à Dr. IUR. pode. doutorado e trabalhou depois como secretário na Secretaria de Estado do Vaticano , com a responsabilidade para o departamento de espanhol foi confiada a ele. Além disso, ele ensinou como um professor na Pontifícia Academia Eclesiástica em Roma. Em 21 de junho 1963 foi premiado com o título honorário de camareiro secreto supranumerário de Sua Santidade ( Monsenhor concedido). Em 1970, mudou-se depois de uma breve estadia diplomática no Reino Unido como assessor na Secretaria de Estado do Vaticano. Papa Paulo VI. também concedeu-lhe em 14 de maio do mesmo ano, o título honorário de honorário prelado de Sua Santidade. Além de seu trabalho para a Cúria, Martínez Somalo fez serviço no Roma a Pastoral da Saúde .
Em 12 de novembro de 1975, Paulo VI o nomeou Arcebispo titular de Thagora e Núncio Apostólico na Colômbia. Em 13 de Dezembro de 1975, recebeu pelo então secretário de Estado, cardeal Jean-Marie Villot na Basílica de São Pedro, a ordenação episcopal; os co-consagrantes episcopais foram o substituto da Secretaria de Estado, Giovanni Benelli, e Francisco Álvarez Martínez, que na época foi Bispo de Tarazona.
Em 05 de maio de 1979 o Papa João Paulo II nomeou Somalo para substituir o cardeal secretário de Estado.
Em 28 de junho de 1988, o Papa João Paulo II cria, Somalo como cardeal-diácono, com o título Santíssimo Nome de Jesus no Colégio dos Cardeais.Foi nomeado em 1 de Julho de 1988, o prefeito da Congregação para o Culto Divino e a Disciplina dos Sacramentos; e em 21 de janeiro de 1992 como Prefeito a Congregação para os Institutos de Vida Consagrada e Sociedades de Vida Apostólica.

Brasão do Cardeal Camerlengo Martinez Somalo durante a Sede Vacante da Sé Apostólica em abril de 2005

Em 05 de abril de 1993 nomeado Camerlengo da Igreja Católica. Em 1996, ele estava servindo como o cardeal diácono cardeal-diácono sênior, ele permaneceu por três anos. No consistório de 09 de janeiro de 1999, Somalo optou, mantendo o título de sua igreja titular, ser promovido à cardeal-padre.
Em 11 de fevereiro de 2004 Somalo renunciou ao cargo de prefeito da Congregação para os Institutos de Vida Consagrada e as Sociedades de Vida Apostólica depois de atingir o limite de idade.
Em seu papel como Cardeal-camerlengo ele fez a confirmação oficial da morte do papa João Paulo II. Coube a ele, em 2 de abril de 2005, a selagem dos quartos privados, das Pontifícias Obras e estudos, até a eleição de Bento XVI. Ele também conseguiu como Camerlengo do Palácio Apostólico do Vaticano a Basílica de Latrão, em Roma e da residência papal de Castel Gandolfo, nas colinas em redor de Roma. Além disso, ele dirigiu-se para o início da eleição papal cerca de duas semanas, um painel de quatro homens de cardeais, que liderou a funções oficiais diárias no Vaticano. Ele também organizou a cerimônia fúnebre para o falecido Papa João Paulo II.
Em 4 de abril de 2007, o Papa Bento XVI aceitou a renúncia, que foi levantada pelo Cardeal Martínez Somalo por razões de idade, e nomeou Tarcisio Bertone para Camerlengo. Somalo não participou do conclave em 2013, porque ele já tinha completado 80 anos de idade.
Ele fez uma cirurgia de ponte de safena em 2003 e um ataque cardíaco em julho de 2021. Ele morreu em sua casa na Cidade do Vaticano em 10 de agosto de 2021 aos 94 anos 

## Honras
- 1972: Grande Oficial da Ordem do Mérito da República Italiana
- 1981: Grã-Cruz da Português Ordem de Cristo
- 1983: Grã-Cruz da Ordem de Isabel a Católica
- 1985: Grã-Cruz de Mérito da República Italiana